# アニスピホールディングス
株式会社アニスピホールディングス（英語：ANISPI HOLDINGS Inc.）とは、東京都千代田区に本社を置く、ペット共生型障がい者グループホーム事業などを経営する企業である。
2016年に設立され、2019年8月1日に株式会社CARE PETSから現社名に変更した。2021年5月時点では、レベニューシェア方式を用い、全国に627拠点の運営施設を展開している。

## 略歴
- 2016年8月 - 株式会社CARE PETSとして設立。ペットの訪問介護・看護等のホームケアサービス「ケアペッツ（CARE PETS）」のフランチャイズ展開を開始。
- 2018年 - レベニューシェア方式でペット共生型障がい者グループホーム「わおん（WAON）」「にゃおん（NYAON）」を全国に展開。
- 2018年10月 - 株式会社空き家活用研究所、株式会社キュワンシステムを設立。
- 2019年
  - 4月 - 一般社団法人日本サービス管理責任者協会を発足。
  - 8月 - 社名を株式会社CARE PETSから株式会社アニスピホールディングスへ変更。。
- 2020年
  - 4月 - 本社を東京都千代田区に移転。
  - 7月 - 生活介護（障がい者デイサービス）「ワーカウト（Work Out）」を開設・フランチャイズ展開開始。
  - 10月 - 地域別研修交流会 わおん友の会を発足。
  - 11月 - スターメッド株式会社の株式を取得し、資本業務提携を開始[2]。 株式会社ラフールと業務提携開始[3]。
- 2021年
  - 1月 - ペットホテル＆わんこの看護・介護施設「Doggy's Home（ドギーズホーム）」を開設。
  - 4月 - 国立環境研究所環境リスク・健康研究センターの谷田優主任研究員と「動物に接する環境が精神的健康度に及ぼす影響」に関する共同研究を開始。
  - 12月 - 株式会社小僧寿しが株式の95%を取得し、同社の子会社となる[4] 。
- 2022年10月27日 - 株式会社小僧寿しが保有する株式を創業者の藤田英明が取得し、小僧寿しグループから離脱[4]。
- 2023年4月1日 - リネットジャパングループ株式会社の完全子会社となる[5][6] 。

## 事業内容
- ペット共生型障がい者グループホーム「わおん（WAON）」「にゃおん（NYAON）」
- 生活障がい者デイサービス「ワーカウト（Work Out）」
- 動物看護師によるペットシッター＆看護「ケアペッツ（CARE PETS）」
- 不動産、空き家などを活用「空き家活用研究所（Akiya-Laboratory）」
- 障がい者領域で活用できるシステムの開発・運用「キュワンシステム（CURE WAN SYSTEM）」
- 障がい福祉業界専門の人材紹介サービス「スマフク」
- ペットホテル＆わんこの看護・介護施設ドギーズホーム（Doggy’s Home）」[7]

## ペット共生型障がい者グループホーム事業
全国的に障がい者グループホームの需要が増加しており、障がい者の自立支援や所得向上に向けた課題があること、日本の社会保障費が増加していること、犬猫の殺処分が多い ことなどから、これらの社会問題を解決するためにペット共生型障がい者グループホーム事業を展開している。
この事業では、契約期間が長いことや決められた商標を使用しなければならないといった既存のフランチャイズ契約の課題を回避するため、レベニューシェア方式とコンテンツ利用契約を組み合わせた契約形態を採用している。

## 生活障がい者デイサービス事業
通常の生活介護に加え、キックボクシングやファンクショナル・トレーニングなどの運動療法を提供する障がい者向けデイサービス事業を行っている。

## ペットシッター・看護事業
犬猫の寿命が伸び高齢犬や高齢猫の比率が増加していること、飼い主も高齢化していること などから、動物の介護や看護に関するホームケアサービスを提供している。
動物看護師の資格を持つスタッフがペットシッター、訪問介護・看護、受診代行などのサービスを提供する。

## 関連会社
- 株式会社空き家活用研究所
- 株式会社キュワンシステム
- スターメッド株式会社

## 広告・宣伝活動

### テレビ出演
- 「企業魂」（東京MXテレビ、2020年2月28日）[13]

### YouTube出演
- 【浅香唯ch】浅香家のペット紹介！今話題アニマルセラピー#1【MELLOW AGE】（浅香唯メロウエイジ、2021年2月2日）[14]
- 【浅香唯ch】浅香唯vs大型犬が綱引き!?今話題アニマルセラピー#2【MELLOW AGE】（浅香唯メロウエイジ、2021年2月5日）[15]
- 【浅香唯ch】日本の介護について真剣に考えてみよう！今話題アニマルセラピー#3【MELLOW AGE】（浅香唯メロウエイジ、2021年2月9日）[16]
- 【浅香唯ch】人のために生きる！社会の役に立つ！って考えたことあるか！？今話題アニマルセラピー#4【MELLOW AGE】（浅香唯メロウエイジ、2021年2月13日）[17]

### メディア掲載
- 「アニスピホールディングス、ペット共生型グループホーム」（全国賃貸住宅新聞、2020年10月22日）[18]
- 「ペットと暮らすグループホーム」（船橋情報新聞、2020年9月19日）[19]
- 「前原西に生活介護障がい者デイサービス『ワーカウト船橋』、市内唯一フィットネスを取り入れた施設」（MyFunaねっと、2020年9月14日）[20]
- 「犬猫も人間も救いたい。コロナで『ペット共生グループホーム』参画者が急増したワケ」（MONEY VOICE、2020年7月31日)[21]
- 「スポーツ振興執行役員　宮澤ミシェルが、フォトネス（運動療法）に特化した障がい者デイサービス『ワーカウト船橋』の魅力に迫る！」（千葉電力株式会社　スポーツ振興企画、2020年7月28日）[22]
- 「日本を元気する企業」（読売新聞社、協賛企業）[23]
- 「カンニング竹山のイチバン研究所」（TOKYO MX、2020年12月26日）[24]
- 「ペット共生型の障がい者グループホームから、人と動物が幸せに生きられる世界を。」（taliki.org、2021年2月2日）[25]
- 「人と動物の福祉を追求するペット共生型障がい者グループホームを展開」（コロンブス、2021年3月号）[26]
- 「ペット共生型福祉施設を全国で450拠点開設 人も動物も幸せに」（経済界、2021年5月号）[27]
- 「グループホームでeスポーツ」（毎日新聞、2021年3月27日）[28]
- 「猫と暮らせる『ペット共生型 障がい者グループホーム』」（猫びより、2021年5月号）[29]
- 「保護犬・猫と障害者の暮らし」（週刊エコノミスト、2021年5月25日）[30]

## 関連団体
- 一般社団法人日本サービス管理責任者協会
- 一般社団法人全国障害福祉事業者協会
- 地域別研修交流会「わおん友の会」